# Alexander Mackenzie-Fraser
Alexander Mackenzie Fraser (Aberdeenshire, 1758 – Regno d'Olanda, 15 settembre 1809) è stato un generale britannico.
Noto come Mackenzie, aggiunse poi il cognome addizionale di Fraser nel 1803.

## Biografia

### Famiglia e inizi
La famiglia di Fraser di Castello Fraser, in Aberdeenshire, Scozia discendeva, in linea femminile, da Sir Simon Fraser di Inverallochy, secondo figlio di Simone, ottavo Lord Lovat, ma in linea maschile il loro nome è Mackenzie.

### Servizio militare

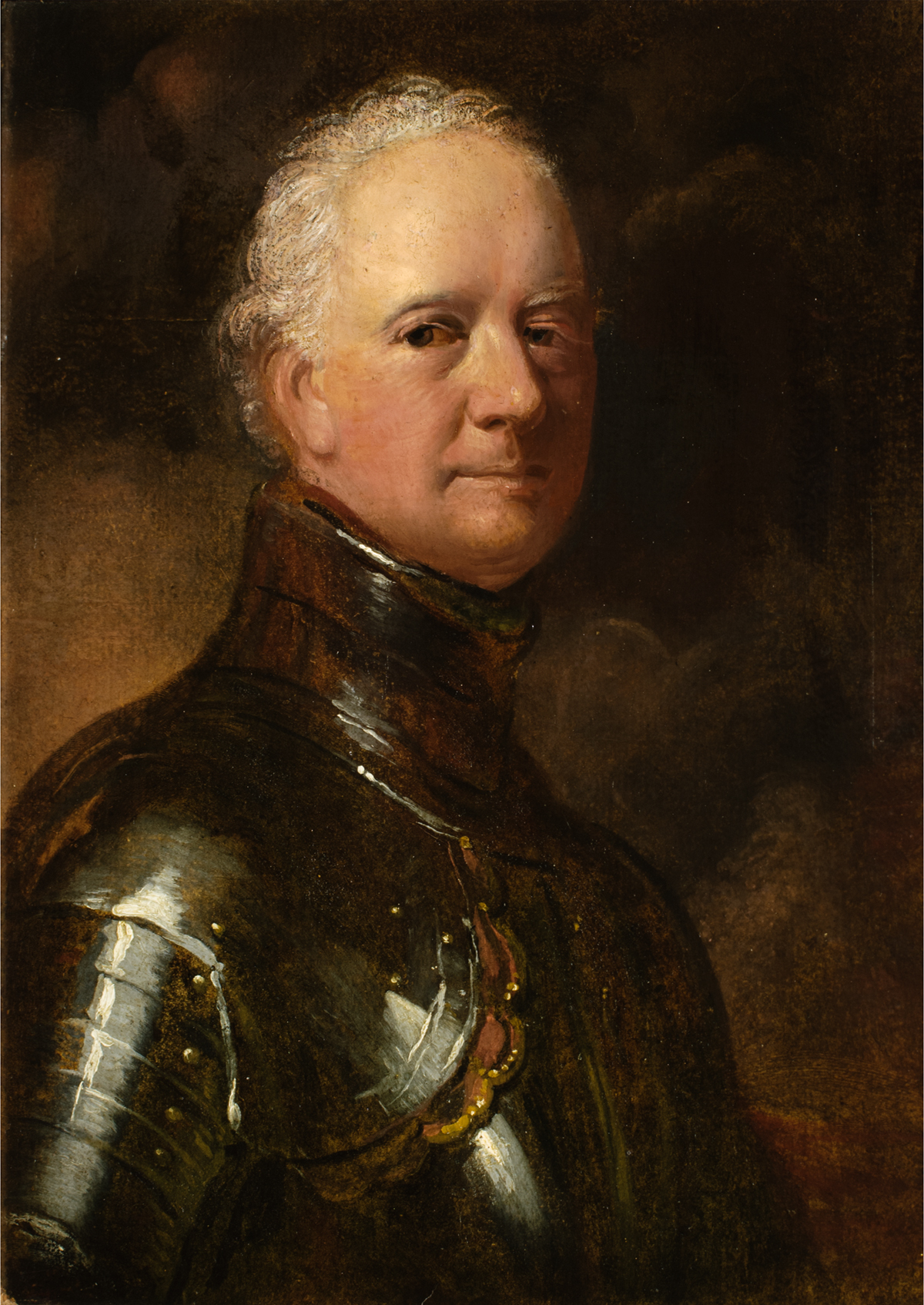
Alexander Mackenzie (1758–1809), 9 Lord Fraser of Inverallochy

Studiò all'Università di Aberdeen, fu ufficiale nel 71º Reggimento di Fanteria nel 1778. Si distinse nel Grande assedio di Gibilterra. Successivamente partecipò alla Guerra d'indipendenza americana, durante la quale fu ferito, e quindi alla Campagna britannica nelle Fiandre (1774-1775), dove comandò una brigata sotto il Duca di York. Partecipò alla spedizione del 1796 al Capo di Buona Speranza e quindi, dal 1796 al 1800, prestò servizio in India. Dal 1803 al 1805 fu assegnato allo staff e nel 1805 comandò una delle brigate di fanteria della Legione tedesca del re nella Spedizione di Hannover. Nel 1806 prestò servizio sotto il generale James Henry Craig nell'occupazione anglo-russa di Napoli.
Nel 1807 comandò la Spedizione di Alessandria, invadendo l'Egitto il 16 marzo 1807 con 6000 truppe britanniche. Egli occupò dapprima Alessandria, per garantirsi un porto come base per le operazioni nel Mediterraneo e per prevenirne l'uso strategico da parte della Francia. Tentativi di spingersi nell'interno tuttavia non ebbero successo e Fraser perse due scontri a Rosetta (l'attuale Rashid) il 29 marzo e il 21 aprile, con due battaglioni che subirono gravi perdite, in particolare nel secondo, quando fu vittima di un'imboscata.
Il 19 settembre 1807 fu infine raggiunto un accordo con Mehmet Ali che consentiva alle truppe britanniche di lasciare pacificamente l'Egitto.
Dopo l'Egitto gli fu assegnato il comando della 1ª Divisione di Fanteria che doveva essere inviata in Svezia nel 1808 durante la guerra di Finlandia di quell'anno.
Nel corso della Guerra d'indipendenza spagnola Mackenzie Fraser comandò la 3ª Divisione in Portogallo e Spagna negli anni 1808 e 1809 e partecipò alla battaglia di La Coruña.
Comandò nuovamente una divisione nella Spedizione di Walcheren del 1809, ma morì a causa di complicazioni di una malattia di cui era già affetto.